# جان بيار لاكروا
جان بيار لاكروا (بالفرنسية: Jean-Pierre Lacroix)‏ هو دبلوماسي فرنسي، يشغل منصب وكيل الأمين العام للأمم المتحدة لعمليات السلام منذ 1 أبريل 2017م. وقبل ذلك، عمل في وزارة الخارجية الفرنسية مديراً للأمم المتحدة بين عامي 2014 و2017، وقبلها سفيراً لفرنسا في السويد ابتداءً من عام 2011م. 

## الحياة المبكرة والتعليم
ولد في 2 مايو 1960. تخرج لاكروا من مدرسة الأعمال ESSEC، ومعهد العلوم السياسية، وتخرج عام 1988 من المدرسة الوطنية للإدارة (ENA) من «ميشيل دي مونتين». حصل على درجة الماجستير في العلوم السياسية وشهادة في القانون.

## السيرة المهنية
شغل لاكروا مناصب في سفارة فرنسا في براغ، وسفارة فرنسا في واشنطن، وفي مجلس رئيس الوزراء إدوار بالادور (1993-1995). من عام 2002 إلى عام 2006، كان نائب مدير قسم الأمم المتحدة والمنظمات الدولية بوزارة الخارجية الفرنسية. من عام 2006 إلى عام 2009، كان نائب الممثل الدائم لفرنسا لدى الأمم المتحدة في نيويورك. في 15 يوليو 2011، تم تعيينه سفيراً لفرنسا في السويد. بين 7 يوليو 2014[8] و2017، عمل في وزارة الخارجية في فرنسا، مديراً للأمم المتحدة والمنظمات الدولية وحقوق الإنسان والفرنكوفونية.
في 14 فبراير 2017، أُعلن عن تعيينه من قبل الأمين العام للأمم المتحدة أنطونيو غوتيريش وكيلًا للأمين العام لعمليات السلام. تولى منصبه في 1 أبريل من ذلك العام.[10] في وقت خلافته، كان هناك حوالي 120.000 من قوات حفظ السلام التابعة للأمم المتحدة و16 مهمة حول العالم، معظمها في إفريقيا.[11] وعلى وجه الخصوص، تولى منصبه أثناء النزاعات في مالي وجنوب السودان وجمهورية الكونغو الديمقراطية.